# Grube Emma (Bergisch Gladbach)
Die Grube Emma ist eine ehemalige Eisen-Grube des Bensberger Erzreviers in Bergisch Gladbach und in Köln. Der Fundpunkt lag im Stadtteil Gronau.

## Geschichte
Die Berechtsamsakte enthält einen Schurfschein an Jakob Volbach vom 8. Oktober 1847 zum Schurf von Eisenstein und anderen Erzen „an dem Gebirge Gierath, Schlodderdich und Brandroster“. Am 20. November 1847 teilte H. H. Arntz der Bergbehörde mit, dass er die Rechte zu Gunsten Herrn Pickhardt & Konsorten von Volbach erworben habe und beantragte einen Mutschein. Am 13. März 1850 beantragte Theodor Kamper einen Mutschein auf Raseneisenstein. Kamper erteilte mit Notarvertrag vom 15. Februar 1850 dem Obersteiger Friedrich Hermanni von der Gesellschaft für Rheinischen Berg- und Hüttenbetrieb die Vollmacht, alle Entscheidungen und Handlungen im Zusammenhang mit Mutungen und Verleihungen zu tätigen. Die Verleihungsurkunde auf Eisenstein an Theodor Kamper trägt das Datum 15. Januar 1851. Noch im selben Jahr wurde eine Fristung des Betriebs beantragt, die sich bis 1860 kontinuierlich wiederholte und jeweils mit Stundungen der Bergbehörde genehmigt wurde. Über den weiteren Betrieb des Bergwerks gibt es keine Informationen.
Das Grubenfeld erstreckte sich überwiegend auf Kölner Stadtgebiet in Strunden zwischen der Gierather Straße, dem Penningsfelder Weg (früher Maarweg), dem Bensberger Marktweg und der Hasselstraße. Der Fundpunkt lag auf Bergisch Gladbacher Stadtgebiet am südlichen Rand des ehemaligen Deutzer Weihers.